# 황철
황철(黃徹, 1912년 1월 11일 ~ 1961년 6월 9일)은 일제강점기와 조선민주주의인민공화국의 연극 배우로 활동했었던 조선민주주의인민공화국 전직 정치인이었다.

## 생애

### 일제 강점기
1912년 청양군수를 지낸 부친 황우정의 부임지인 충청남도 청양군에서 태어났다. 배재고등보통학교를 다녔다는 설이 있으나 확인되지는 않았다. 1930년 춘천고등보통학교를 졸업하고 당시 인기 직업이던 운전사로 일했다. 그러나 음주운전 사고로 동승한 일본인 주재소장의 딸의 얼굴에 3도 화상을 입게 하였고 그래서 어쩔 수 없이 그 일본인 주재소장의 딸과 원치 않는 결혼을 했다. 하지만 이후 황철은 야반도주를 한 후 유랑극단으로 숨어들어갔고 그 때 '황태철'이라는 가명을 사용했는데 이것을 계기로 1930년대 초반부터 유랑극단에서 단역 배우로 연극을 시작했다.
1931년 말 경에 조선연극사를 찾아가 입단하여 정식으로 연기 수업을 받기 시작했고, 동양극장을 무대로 활동하던 극단 청춘좌로 옮긴 뒤 임선규 각본의 신파극 《사랑에 속고 돈에 울고》에서 여주인공 홍도의 오빠 '철수' 역으로 유명해졌다. 이후 극단 아랑, 낙랑극회에서 꾸준히 활동하며 "조선 최고의 배우"로 불릴 만큼 높은 인기를 누렸다.
연기 생활 중 만난 극단 호화선의 여배우 이정순과 결혼하여 함께 여관을 경영하면서 부부 연기자로 활동하기도 했다. 원만한 성격을 바탕으로 배우 중심의 극단인 아랑을 잘 이끌어갔고, 극작가 임선규와는 좋은 앙상블을 이루며 연기력에 대한 호평과 인기를 유지했다. 그러나 여자 문제가 복잡하여 잡음도 끊이지 않았는데, 특히 선배인 양백명의 아내이자 부인 이정순의 친구인 문정복과 불륜 관계가 되어 곤란을 겪기도 했다. 후에 황철은 문정복과 결혼했다.

### 광복후
광복 후에 남조선로동당에 입당했다가 검거되기도 했으며, 춘천에서 공연 도중 테러 피해까지 당하자 미군정의 체포령을 피해 1948년 월북했다. 월북할 당시 심영과 같이 많은 사람들을 납북했는데 그 중에는 배우 최은희와 의사 백인제도 포함되어 있었다. 하지만 최은희는 납북되자마자 바로 탈북했다.  한국 전쟁 시기에는 전선예술공작대 소속으로 선무 공연 활동을 하기 위해서 수원에 있다가 평택으로 가는 길목에서 미군전투기의 공습을 받아 오른쪽 팔을 절단했다. 그러나 김일성이 이런 황철을 기특하게 여겨서 헝가리에서 의수를 수입해다가 선물로 줬고 황철은 김일성에게 선물받은 헝가리제 의수를 착용한 채 연기 생활을 계속 했다.
한국 전쟁 참전 공로를 인정받아 조선민주주의인민공화국의 공훈배우, 조선민주주의인민공화국의 인민배우의 칭호를 받았다. 특히 1955년 받은 인민배우 칭호는 북한 최초의 인민배우로 기록에 남아 있다. 최고인민회의 대의원, 교육문화성 부상, 조국평화통일위원회 중앙위원 등 요직을 역임했다.
태평양 전쟁 기간 중 유치진 주도의 친일 연극 단체인 현대극장의 창단부터 가담하여 조선총독부가 후원한 관제 연극 대회에서 연기상을 수상하는 등 친일 행적이 있다. 이로 인해 2008년 민족문제연구소에서 친일인명사전에 수록하기 위해 정리한 친일인명사전 수록예정자 명단에 선정되었다. 그는 문예봉과 함께 뚜렷한 친일 경력을 가지고도 북한에서 높이 등용된 대표적인 인물이다.
북한에서 출연한 작품으로는 연극 《리순신 장군》이 대표작으로 알려져 있다. 1960년에 변학도 역으로 출연한 영화 《춘향전》이 마지막 출연작이 되었다. 오른 팔을 폭격으로 잃었을 때 받은 부상과(육체적 후유증) 공황장애(정신적 후유증) 후유증으로 인해 비교적 젊은 나이에 사망했는데 사망했을 때 예술가로는 드문 사회장을 치렀을 정도로 높은 평가를 받았고, 유해는 애국렬사릉에 안장됐다. 배우 변기종은 "한 달 동안 연극을 계속해도 목이 쉬지 않는 천부적 배우로 백 년에 한번 나올까 말까 한 연극쟁이"라고 평했다.
황철은 죽음으로 비켜간 재앙이 하나 있었는데 황철이 사망한 지 6년 후인 1967년에 조선민주주의인민공화국에서는 도서정리사업을 하게 되었고 이로 인해 많은 조선민주주의인민공화국의 연예인들이 무더기로 숙청당했다. 이 때 문예봉, 심영에 심지어는 조선 무용의 전설인 최승희까지 모조리 숙청당했지만 황철만은 이 시기에 이미 고인이었기 때문에 숙청당하지 않았다.

## 같이 보기
- 아랑
- 문예봉
- 심영

## 황철이 등장하는 작품
- 이재룡 - 2001년 《동양극장》 KBS 드라마
- 이정성 - 2003년 《야인시대》 SBS 드라마

## 참고자료
- 조영복 (2002년 9월 10일). 〈황철 - 추억으로 남아 있는 인민의 배우〉. 《월북 예술가, 오래 잊혀진 그들》. 서울: 돌베개. ISBN 9788971991503.
- 강옥희, 이영미, 이순진, 이승희 (2006년 12월 15일). 《식민지시대 대중예술인 사전》. 서울: 소도. 365~368쪽쪽. ISBN 9788990626264.